# Liên hiệp các Hội Khoa học và Kỹ thuật Việt Nam
Liên hiệp các Hội Khoa học và Kỹ thuật Việt Nam (gọi tắt là Liên hiệp Hội Việt Nam) là tổ chức chính trị - xã hội đại diện cho trí thức khoa học và kỹ thuật Việt Nam .
Liên hiệp là thành viên của Mặt trận Tổ quốc Việt Nam. Liên hiệp các Hội Khoa học và Kỹ thuật Việt Nam là thành viên quốc gia của Hội đồng Khoa học Quốc tế (ICSU). Liên hiệp có tên giao dịch bằng tiếng Anh là Vietnam Union of Science and Technology Associations, viết tắt là VUSTA.
Điều lệ hiện hành của Liên hiệp các Hội Khoa học và Kỹ thuật Việt Nam được Thủ tướng Chính phủ phê chuẩn tại Quyết định số 1795/QĐ-TTg ngày 21/10/2015 .
Văn phòng Hiệp hội đặt tại địa chỉ lô D20, Khu Đô thị mới Cầu Giấy, ngõ 19 phố Duy Tân, phường Dịch Vọng Hậu, quận Cầu Giấy, thành phố Hà Nội.

## Lịch sử
Liên hiệp các Hội Khoa học và Kỹ thuật Việt Nam (gọi tắt là Liên hiệp Hội Việt Nam) được thành lập theo Quyết định số 121/HĐBT ngày 29/7/1983 của Hội đồng Bộ trưởng (nay là Chính phủ) nước Cộng hoà Xã hội Chủ nghĩa Việt Nam.
Liên hiệp Hội Việt Nam là tổ chức chính trị – xã hội của trí thức khoa học và công nghệ Việt Nam, cùng với các đoàn thể chính trị - xã hội khác tạo thành lực lượng nòng cốt trong công cuộc công nghiệp hóa, hiện đại hóa đất nước; được tổ chức và hoạt động theo nguyên tắc tự nguyện, dân chủ và đoàn kết. Liên hiệp hội Việt Nam là thành viên của Mặt trận Tổ quốc Việt Nam.
Hệ thống Liên hiệp hội Việt Nam khi thành lập có 15 hội thành viên. Hiện nay, con số đó đã lên đến 148 trong đó có 86 hội ngành toàn quốc và 63 Liên hiệp hội địa phương. Ngoài ra, trong hệ thống của Liên hiệp hội Việt Nam còn có hơn 500 đơn vị nghiên cứu khoa học và công nghệ được thành lập theo Nghị định 81 (nay là nghị định 08); trên 200 tờ báo, tạp chí, báo điện tử, bản tin, đặc san, trang tin điện tử.

## Chức năng
- Tập hợp, đoàn kết đội ngũ trí thức khoa học và công nghệ ở trong nước, trí thức khoa học và công nghệ người Việt Nam ở nước ngoài; điều hoà, phối hợp hoạt động của các hội thành viên.
- Làm đầu mối giữa các hội thành viên và các cơ quan của Đảng, Nhà nước, Mặt trận Tổ quốc Việt Nam và các tổ chức khác nhằm giải quyết những vấn đề chung trong hoạt động Liên hiệp hội Việt Nam.
- Đại diện, bảo vệ quyền và lợi ích hợp pháp của các hội viên, hội thành viên, của trí thức khoa học và công nghệ Việt Nam.

## Nhiệm vụ
- Củng cố, phát triển tổ chức và đẩy mạnh hoạt động của các hội thành viên.
- Tham gia thực hiện xã hội hóa hoạt động khoa học và công nghệ, giáo dục và đào tạo, chăm sóc sức khỏe nhân dân, phát triển cộng đồng, xoá đói giảm nghèo:
  - Nâng cao trình độ chuyên môn, nghiệp vụ cho các cán bộ tham gia hoạt động hội; phổ biến kiến thức khoa học và công nghệ trong nhân dân; tổ chức và hướng dẫn phong trào quần chúng tiến quân vào khoa học và công nghệ.
  - Tổ chức hoạt động tư vấn, phản biện và giám định xã hội nhằm góp phần xây dựng cơ sở khoa học cho việc hoạch định các chương trình, kế hoạch, chủ trương, chính sách của Đảng và Nhà nước về phát triển kinh tế - xã hội, khoa học và công nghệ, giáo dục và đào tạo, bảo vệ môi trường, xây dựng pháp luật, tăng cường củng cố an ninh - quốc phòng; tham gia giám sát độc lập đối với các đề tài, công trình quan trọng.
  - Tổ chức nghiên cứu khoa học và phát triển công nghệ; chuyển giao các tiến bộ khoa học và công nghệ vào sản xuất, đời sống và bảo vệ môi trường.
  - Tham gia tổ chức các hoạt động giáo dục, đào tạo và dạy nghề, góp phần xây dựng xã hội học tập, nâng cao dân trí, đào tạo nhân lực, bồi dưỡng nhân tài.
  - Tham gia các hoạt động phát triển cộng đồng, xoá đói giảm nghèo, chăm sóc sức khoẻ nhân dân.
- Thực hiện công tác vận động trí thức khoa học và công nghệ:
  - Phát huy truyền thống yêu nước, lòng tự hào dân tộc, ý thức trách nhiệm công dân, tinh thần hợp tác, tính cộng đồng, tính trung thực và đạo đức nghề nghiệp.
  - Tuyên truyền, phổ biến rộng rãi đường lối, chủ trương, chính sách và pháp luật của Đảng và Nhà nước.
  - Vận động trí thức khoa học và công nghệ người Việt Nam ở nước ngoài tham gia vào công cuộc xây dựng và bảo vệ Tổ quốc.
  - Tạo điều kiện nâng cao trình độ nghề nghiệp, góp phần cải thiện đời sống tinh thần, vật chất của những người làm công tác khoa học và công nghệ.
- Thực hiện vai trò thành viên của Mặt trận Tổ quốc Việt Nam:
  - Phối hợp với các tổ chức thành viên khác của Mặt trận Tổ quốc Việt Nam triển khai các hoạt động chung nhằm phát huy sức mạnh tổng hợp và xây dựng khối đại đoàn kết toàn dân tộc.
  - Phản ánh nguyện vọng và ý kiến đóng góp của đội ngũ trí thức khoa học và công nghệ với Đảng, Nhà nước và Mặt trận Tổ quốc Việt Nam.
  - Tham gia đấu tranh bảo vệ hoà bình, chống chiến tranh, vì tình hữu nghị, sự hiểu biết và hợp tác giữa các dân tộc.
- Tăng cường hợp tác với các hội, các tổ chức phi chính phủ của các nước, tham gia các tổ chức khoa học và công nghệ của khu vực và quốc tế theo quy định của pháp luật.

## Lãnh đạo Liên hiệp Hội Việt Nam
- Chủ tịch đầu tiên: Giáo sư, Viện sĩ, Anh hùng Lao động, Thiếu tướng Trần Đại Nghĩa (1983-1988)
- Chủ tịch Liên hiệp hội khóa II, III (1988-1999): Giáo sư, Tiến sĩ Hà Học Trạc.
- Chủ tịch Liên hiệp hội từ 1999 - 2008: Giáo sư, Viện sĩ, Anh hùng Lao động Vũ Tuyên Hoàng (mất tháng 2 năm 2008).
- Quyền Chủ tịch Liên hiệp hội: PGS. TS. Hồ Uy Liêm (2008-2010)
- Chủ tịch Liên hiệp hội từ tháng 4 năm 2010 - 12/2020: Giáo sư, Viện sĩ Đặng Vũ Minh
- Tiến sĩ Phan Xuân Dũng (từ 12/2020 - nay)

## Hội ngành Trung ương
- Hội KHKT Ăn mòn và Bảo vệ Kim loại Việt Nam
- Hội KHKT An toàn Thực phẩm Việt Nam
- Hội KHKT An toàn và Vệ sinh Lao động Việt Nam
- Hội Bảo quản Nông sản Thực phẩm Việt Nam
- Hội Bảo vệ Thiên nhiên và Môi trường Việt Nam
- Hội Bảo vệ Thực vật Việt Nam
- Hội KHKT Biển Việt Nam
- Hội các ngành Sinh học Việt Nam
- Hội các Phòng thử nghiệm Việt Nam
- Hội Cảng Đường thủy Thềm lục địa Việt Nam
- Hội KHKT Cầu đường Việt Nam
- Hội Chăn nuôi Việt Nam
- Hội KHCN Chè Việt Nam
- Hội Cơ học đất và Địa kỹ thuật Công trình Việt Nam
- Hội Cơ học Việt Nam
- Hội Cơ điện tử Việt Nam
- Hội KHKT Công nghiệp Tàu thủy Việt Nam
- Hội Dân tộc học Việt Nam
- Hội Đập lớn và Phát triển Nguồn nước Việt Nam
- Hội KH Đất Việt Nam
- Hội Dầu khí Việt Nam
- Hội Địa lý Việt Nam
- Hội Địa vật lý Việt Nam
- Hội Điện lực Việt Nam
- Hội Đo lường Việt Nam
- Hội Đông y Việt Nam
- Hội KHKT Đúc luyện kim Việt Nam
- Hội Dược học Việt Nam
- Hội Giống cây trồng Việt Nam
- Hội KHCN Hàng không Việt Nam
- Hội Hàng không Vũ trụ Việt Nam
- Hội Hóa học Việt Nam
- Hội Kế toán và Kiểm toán Việt Nam
- Hội Kết cấu và Công nghệ Xây dựng Việt Nam
- Hội Kinh tế Môi trường Việt Nam
- Hội Kinh tế và Vận tải Đường sắt Việt Nam
- Hội KH Kinh tế Việt Nam
- Hội Kinh tế Xây dựng Việt Nam
- Hội KHKT Lâm nghiệp Việt Nam
- Hội Làm vườn Việt Nam
- Hội Lạnh và Điều hòa Không khí Việt Nam
- Hội KH Lịch sử Việt Nam
- Hội Luật gia Việt Nam
- Hội KHCN Lương thực và Thực phẩm Việt Nam
- Hội Mã số Mã vạch Việt Nam
- Hội KHCN Mỏ Việt Nam
- Hội Môi trường Giao thông Vận tải Việt Nam
- Hội Năng lượng Nguyên tử Việt Nam
- Hội nghề cá Việt Nam
- Hội Ngôn ngữ học Việt Nam
- Hội KHKT Nhiệt Việt Nam
- Hội Nuôi ong Việt Nam
- Hội Nước sạch và Môi trường Việt Nam
- Hội KHKT Phân tích Hóa, Lý và Sinh học Việt Nam
- Hội Quy hoạch Phát triển Đô thị Việt Nam
- Hội Sở hữu Trí tuệ Việt Nam
- Hội KH Tâm lý Giáo dục Việt Nam
- Hội Thiết bị Y tế Việt Nam
- Hội Thống kê Việt Nam
- Hội Thông tin KHCN Việt Nam
- Hội Thử nghiệm Không phá hủy Việt Nam
- Hội Thư viện Việt Nam
- Hội Thú y Việt Nam
- Hội Thủy lợi Việt Nam
- Hội KHKT về Tiêu chuẩn và Chất lượng Việt Nam
- Hội Tin học Việt Nam
- Hội Toán học Việt Nam
- Hội Trầm hương Việt Nam
- Hội Trắc địa Bản đồ Viễn thám Việt Nam
- Hội Truyền thông số Việt Nam
- Hội Trí thức KHCN trẻ Việt Nam
- Hội Tự động hóa Việt Nam
- Hội Tưới tiêu Việt Nam
- Hội Vật liệu Xây dựng Việt Nam
- Hội Vật lý Việt Nam
- Hội Vô tuyến Điện tử Việt Nam
- Hội Xã hội học Việt Nam
- Tổng hội Cơ khí Việt Nam
- Tổng hội Địa chất Việt Nam
- Tổng hội Xây dựng Việt Nam
- Tổng hội Y học Việt Nam

## Liên hiệp hội các tỉnh thành
Tính đến 2018 Hội có 63 Liên hiệp hội địa phương,86 hội chuyên ngành cùng hơn 500 tổ chức KH&CN trực thuộc được thành lập theo Nghị định 81 (nay là nghị định 08).

## Các tổ chức khoa học và công nghệ trực thuộc
Hiện nay, Liên hiệp Hội Việt Nam có hơn 400 tổ chức khoa học, công nghệ trực thuộc.